# Păun de Congo
Păunul de Congo (Afropavo congensis), cunoscut sub numele de păun african sau mbulu, este o specie de păun nativ din bazinul fluvilui Congo. Este una dintre cele trei specii existente de păun, celelalte două fiind păunul indian și păuănul verde.

## Galerie

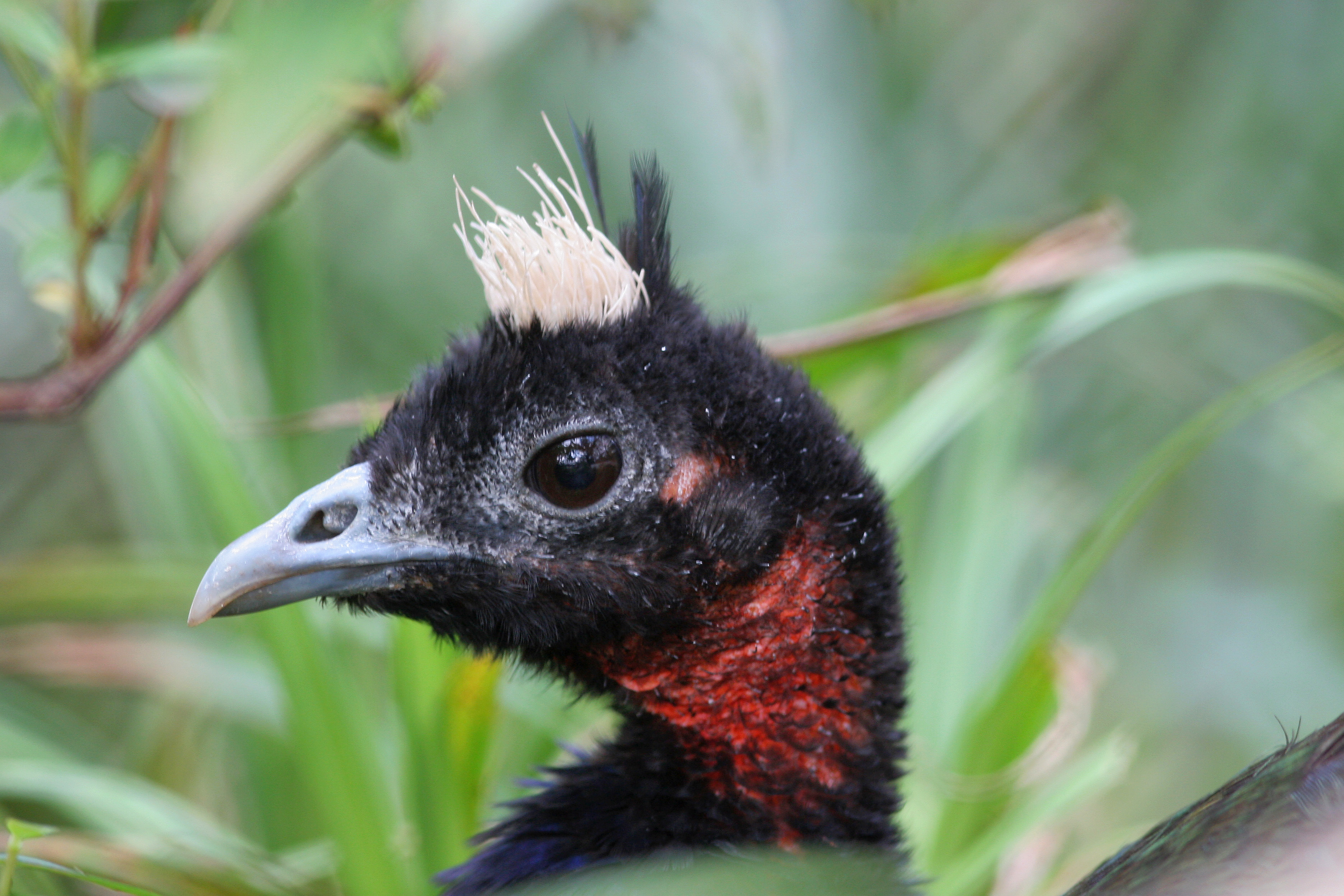
Cap de mascul
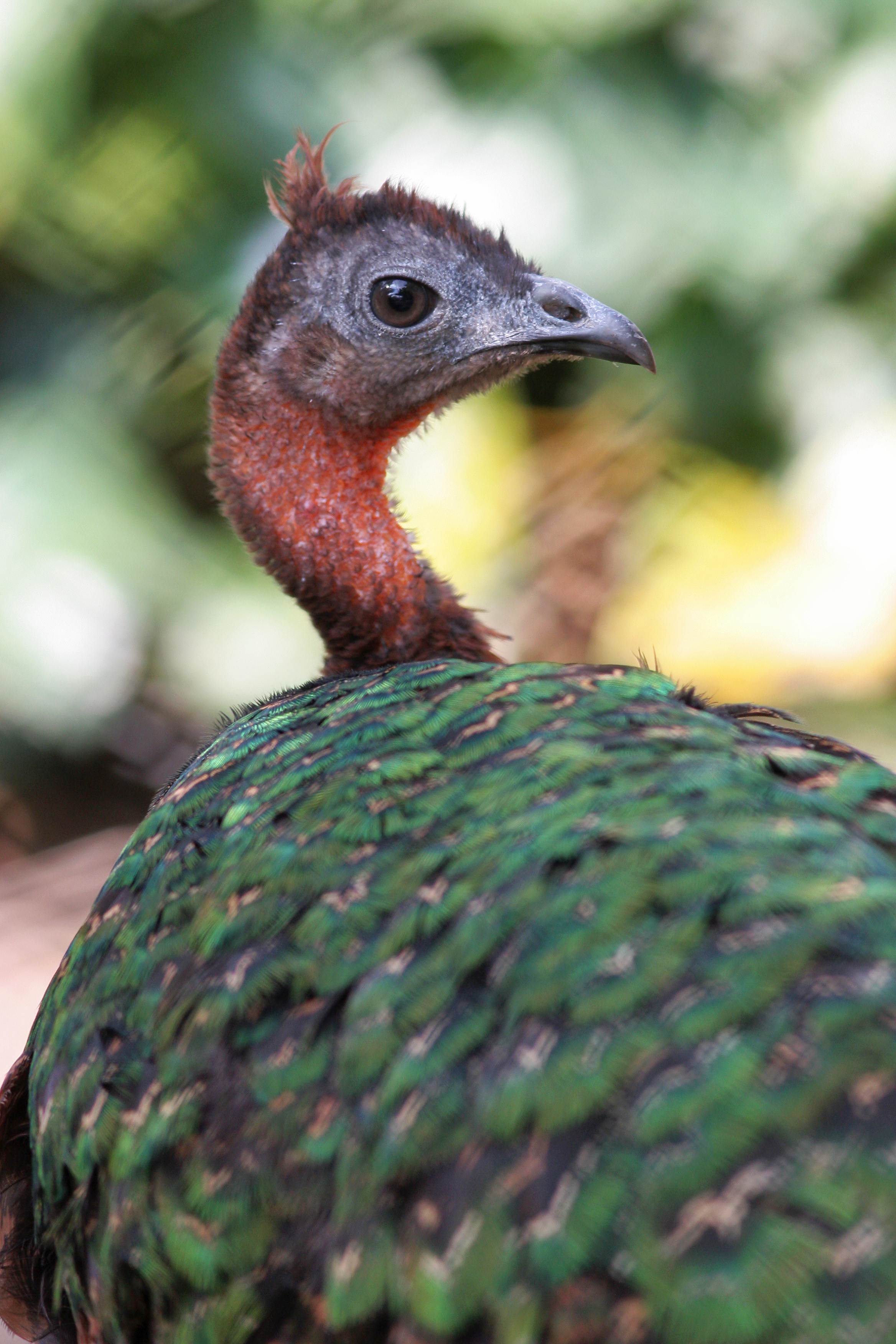
Cap de femelă
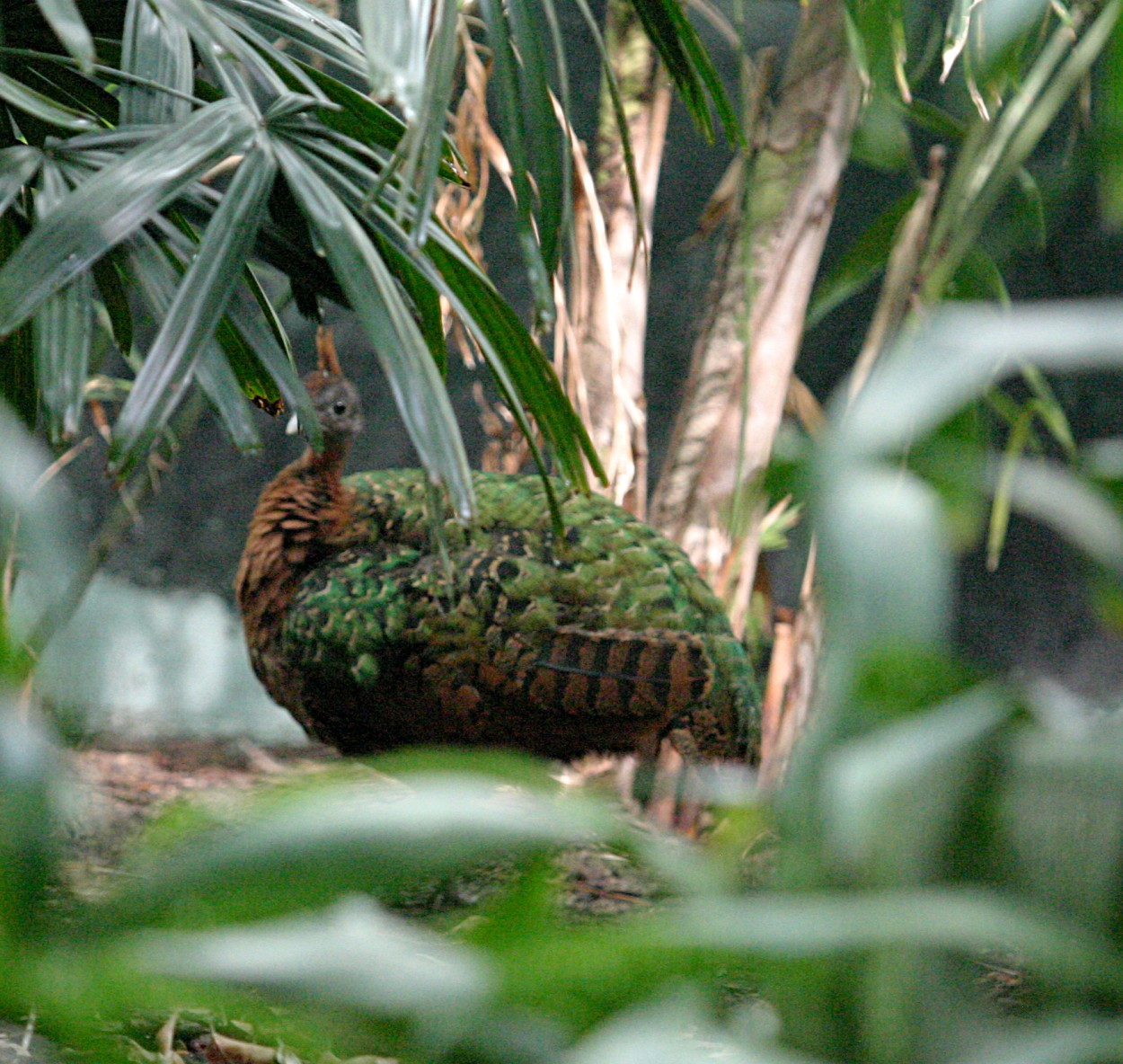
Femelă la grădina zoologică din Milwaukee
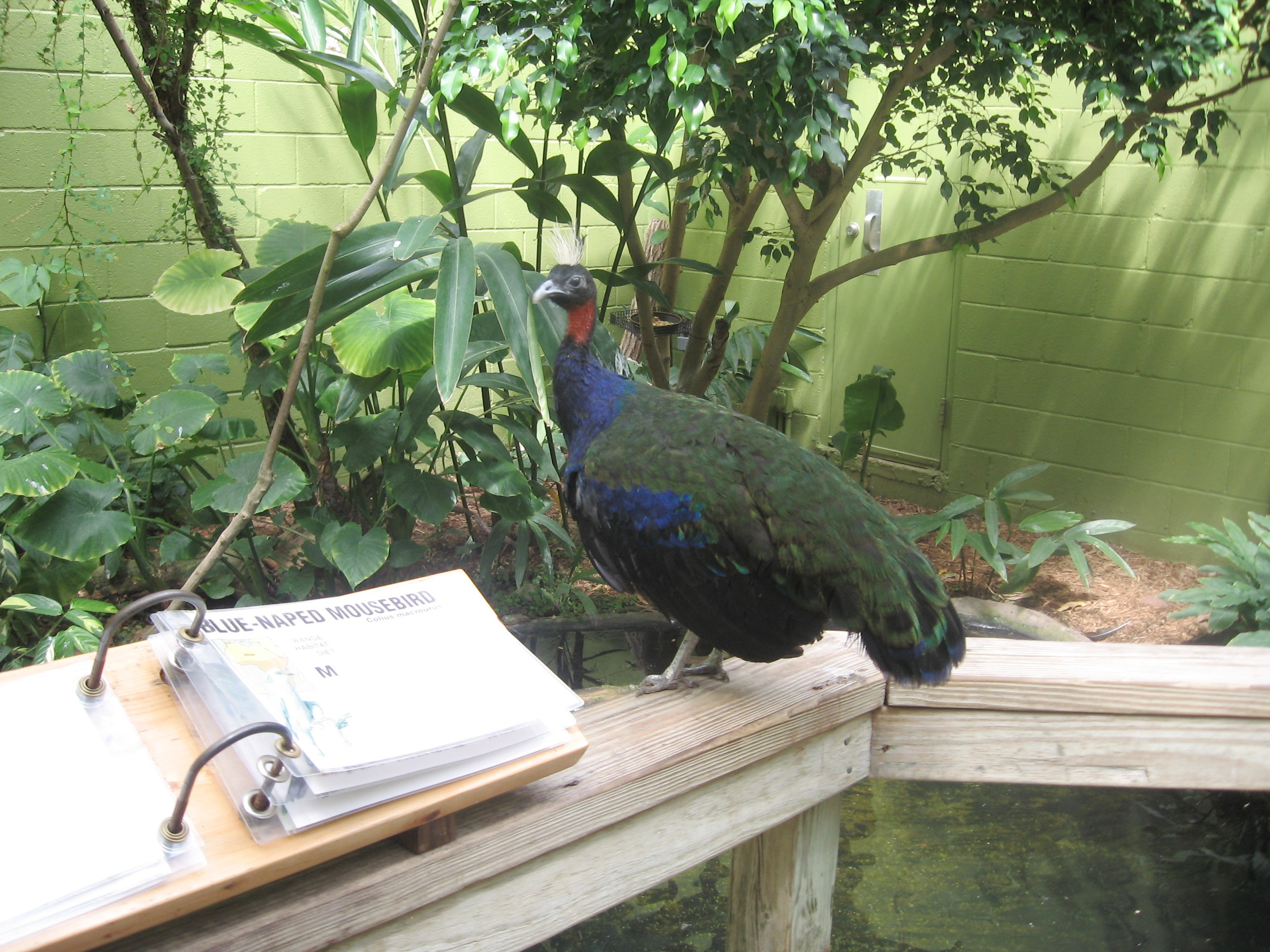
Mascul la grădina zoologică din Oklahoma City